# Deep Sea Drilling Program
Het Deep Sea Drilling Program (DSDP) of Deep Sea Drilling Project was een project voor wetenschappelijke boringen naar de aardmantel onder de zee. Het liep van 1968 tot 1983. Het werd voorafgegaan door Project Mohole van 1958 tot 1966.

## Verloop
In de jaren 1950 en 1960 onderzochten twee rivaliserende academische instituten in de Verenigde Staten, Lamont Geological Observatory in New York en Scripps Institution of Oceanography in Californië, de oceaanbodem en hielpen de theorie van platentektoniek te bewijzen. Project Mohole kreeg met steeds meer budgetoverschrijdingen te maken door de nieuwe technieken die ontwikkeld werden, terwijl er ook onvrede was over de doelstellingen van het project. Daarnaast waren er geruchten over fraude en zo werd het project in 1966 gestaakt.

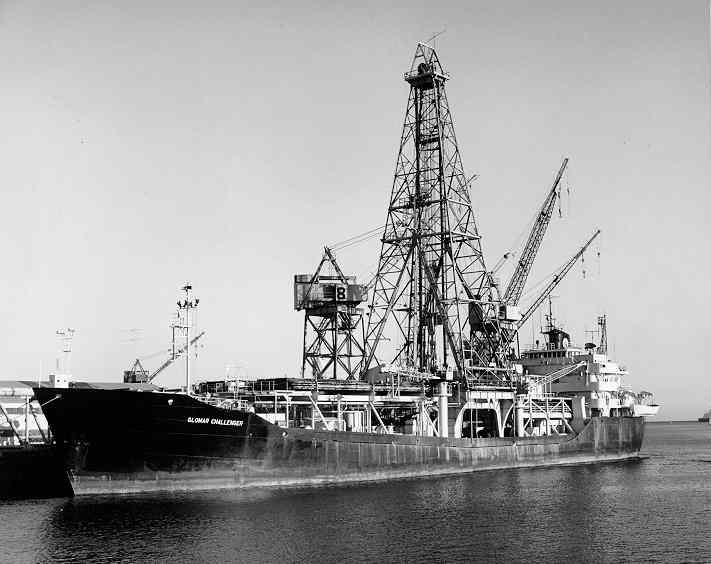
De Glomar Challenger, speciaal gebouwd voor het Deep Sea Drilling Project

In 1964 bundelden de vier leidende oceanografische instituten in de Verenigde Staten hun krachten in Joint Oceanographic Institutions for Deep Earth Sampling (JOIDES). Ze maakten plannen om wereldwijd de zeebodem geologisch in kaart te brengen. In 1968 kreeg JOIDES langetermijnfinanciering van de National Science Foundation (NSF) en charterden ze het boorschip Glomar Challenger - zusterschip van de beroemde Hughes Glomar Explorer - van Global Marine.
Uitgerust met een dynamisch positioneringssysteem kon het schip een boorstang in een waterdiepte van 7 kilometer laten zakken en van daar meer dan 1700 meter boren in het sediment en de rotsen van de zeebodem. Gedurende 15 jaar maakte de Challenger 96 reizen over de gehele wereld en boorde op 624 plaatsen in de zeebodem. Vijf andere landen sloten zich in de tussentijd aan bij het programma. In 1983 werd de Challenger gesloopt en werd het DSDP opgevolgd door het Ocean Drilling Program.